# 塞馬基夫齊 (霍羅登卡市鎮)
48°45′30″N 25°31′50″E / 48.75833°N 25.53056°E
塞马基夫齊（羅馬化：Semakivtsi）是烏克蘭的村落，位於該國西部伊萬諾-弗蘭科夫斯克州，由科洛梅亚区負責管轄，始建於1496年，面積13.8平方公里，2024年人口1,078，人口密度每平方公里87.5人。